# Mendonk

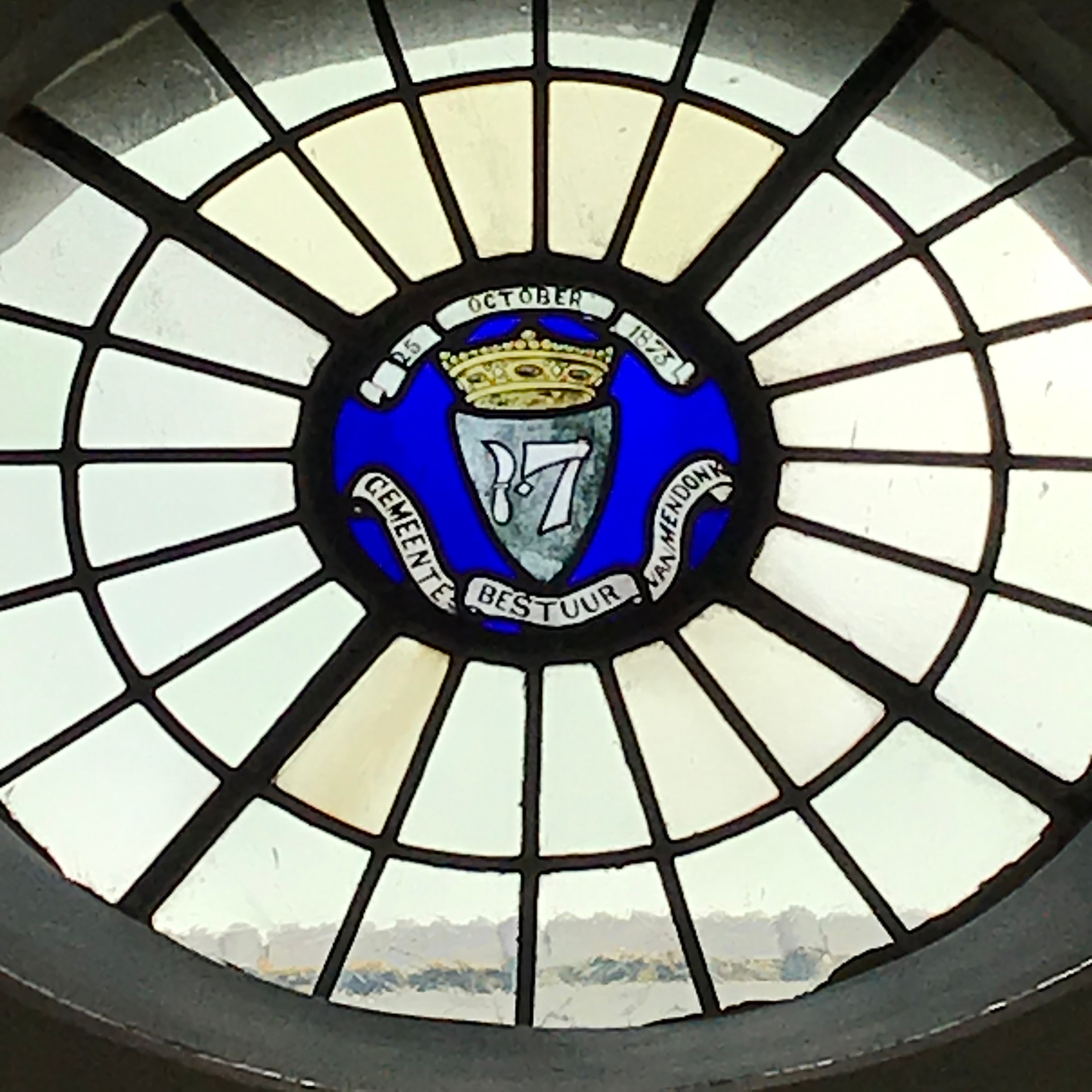
Wapen van Mendonk in een glas-en-loodraam in de Sint-Baafskerk.

Mendonk is een dorp in de Belgische provincie Oost-Vlaanderen en een deelgemeente van de stad Gent, het was een zelfstandige gemeente tot aan de gemeentelijke herindeling van 1965. Mendonk is een van de kanaaldorpen ten noorden van Gent, in de Gentse haven langs het zeekanaal Gent-Terneuzen en de Moervaart en de Zuidlede. Een bezienswaardigheid is de penitentiesteen waarvan de overlevering wil dat Sint-Bavo hem als hoofdkussen zou hebben meegedragen. Deze steen wordt bewaard in de Sint-Baafskerk.
De Mendonkbrug overbrugt de Zuidlede terwijl een baileybrug (Spanjeveerbrug) over de Moervaart ligt. In Mendonk werd tijdens de Eerste Wereldoorlog door de Duitsers een aantal bunkers van de Hollandstelling gebouwd.

## Geschiedenis en etymologie
Mendonk is een kanaaldorp met een heel oude geschiedenis. De naam Mendonk wijst op een Merovingische oorsprong, die in 694 als Medmedung wordt vermeld. Die naam is een samentrekking van het Germaanse 'miduma', wat middelste betekent, en het Germaanse 'dunga', dat staat voor zanderige hoogte nabij een moeras. Mendonk is inderdaad gelegen te midden van andere donken in de buurt van Gent. Tot de 16e eeuw behoorde Mendonk tot de bezittingen van de Sint-Baafsabdij, later in de 16e eeuw van het bisdom Gent. In 1965 werd Mendonk gefusioneerd, deels met Gent en deels met Wachtebeke.
Tegenover de Sint-Baafskerk staat een schandpaal die men in 1868 opgroef naast de kerk. Het wapenschild boven op de schandpaal verwijst naar monseigneur Govaart Geeraard van Eersel, bisschop van Gent van 1772 tot 1778 en heer van Mendonk.

## Demografische ontwikkeling
- Bronnen:NIS, Opm:1831 tot en met 1961=volkstellingen; 1964 = inwoneraantal op 31 december

## Bezienswaardigheden
- De schandpaal
- De Sint-Bavokerk
- De Sint-Bavokapel
- De Westmeersmolen

## Galerij

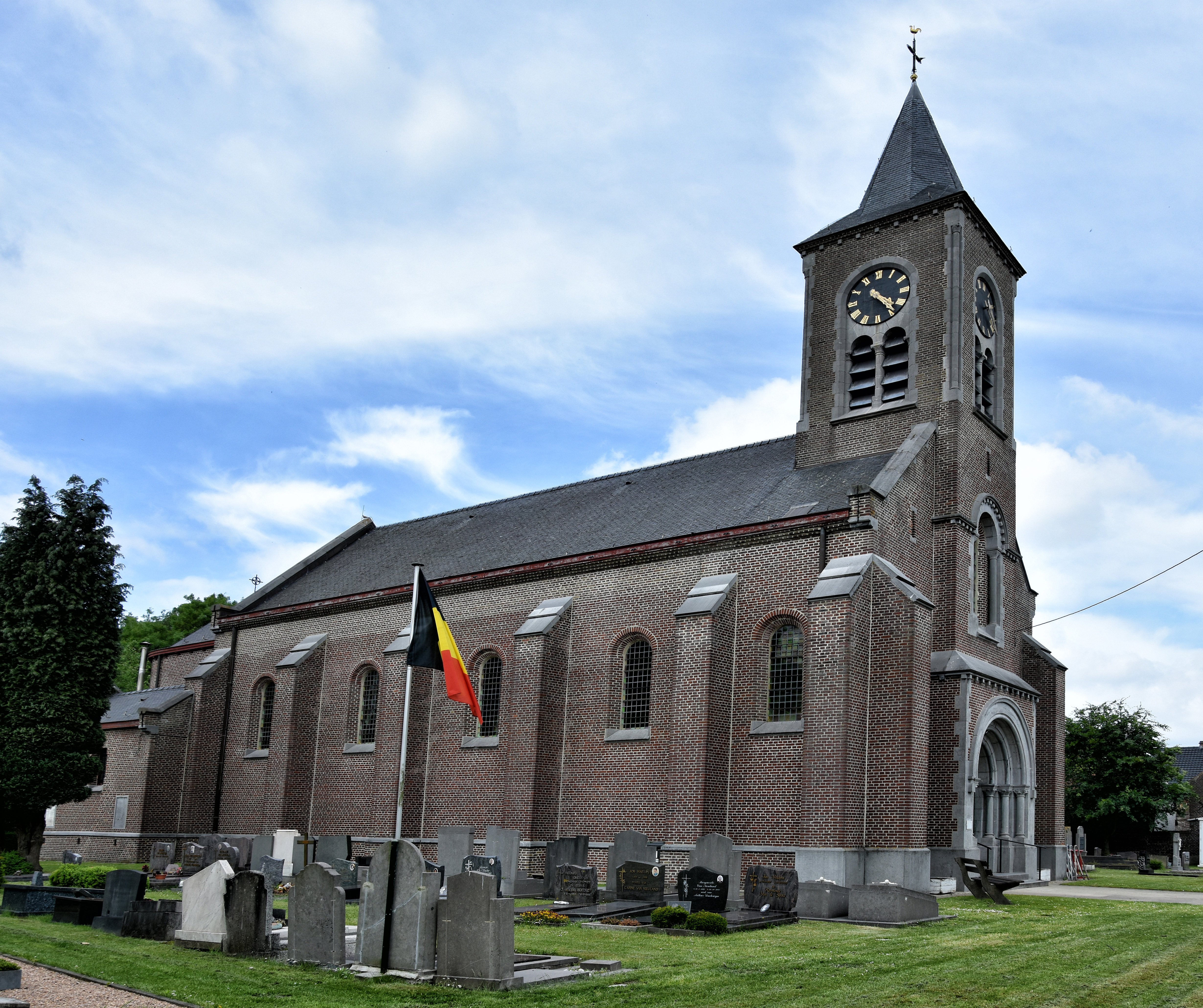
De Sint-Baafskerk
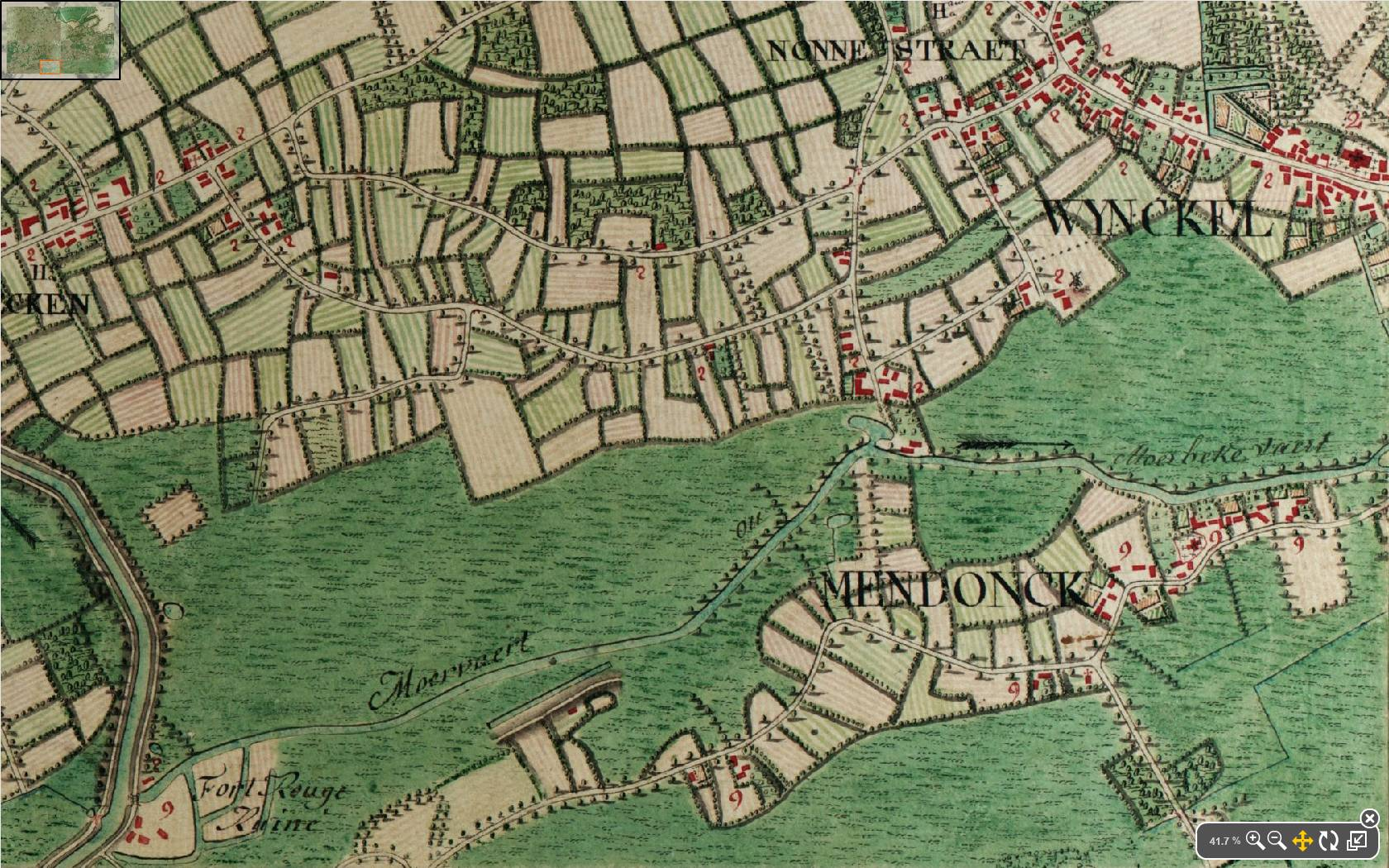
Mendonk op de Ferrariskaart van 1775
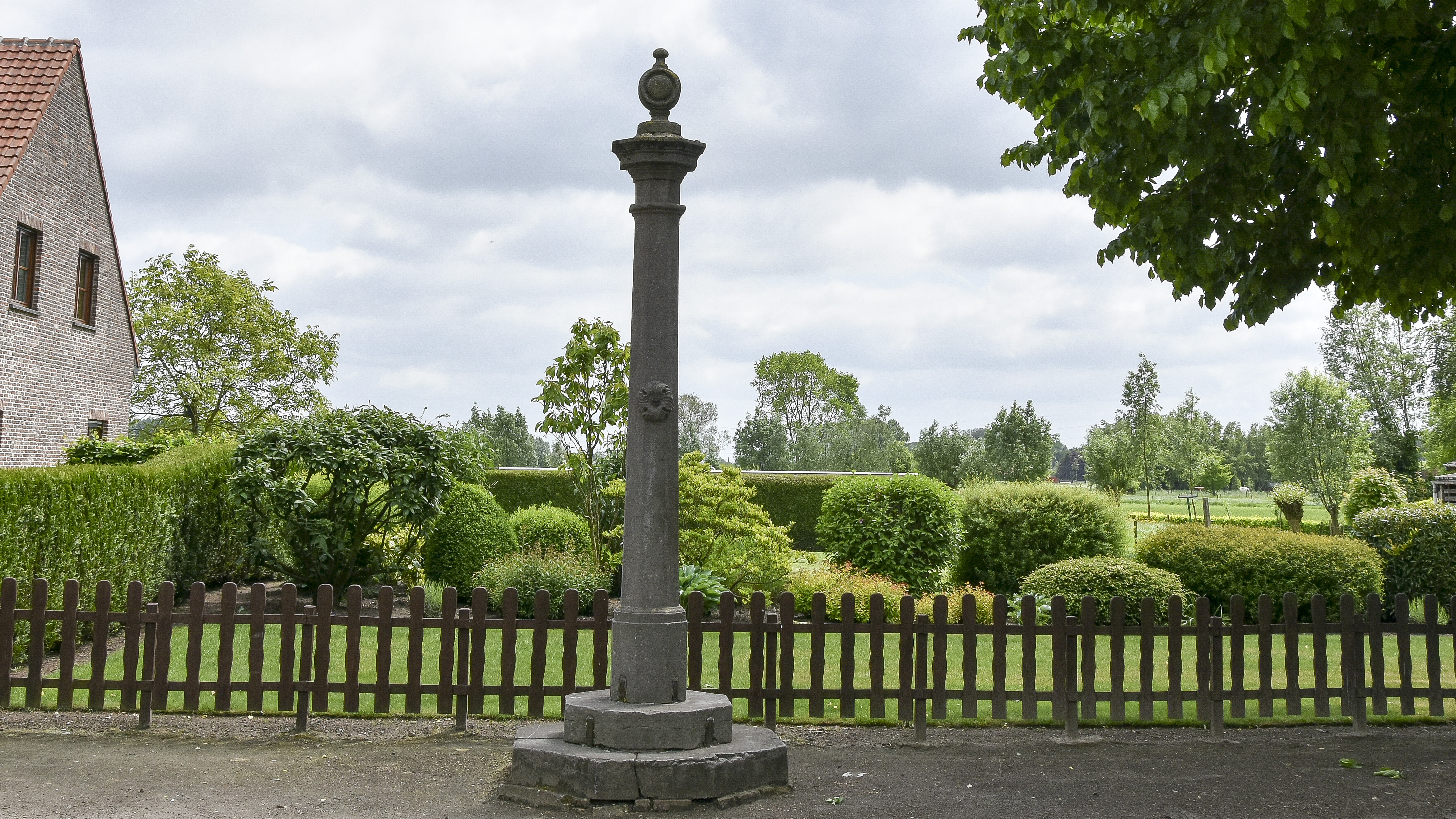
De schandpaal, opgericht door Monseigneur van Eersel
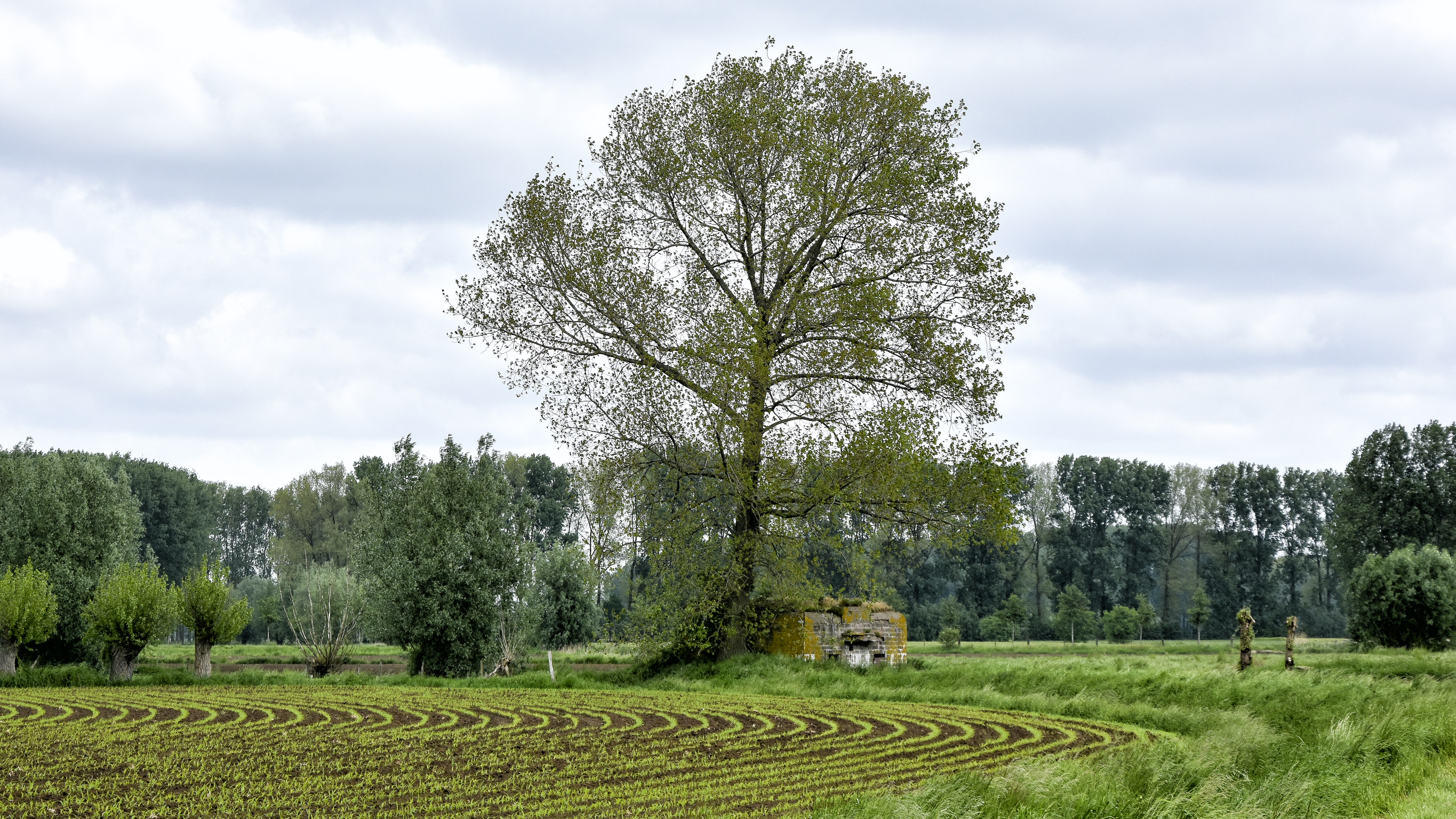
Een bunker van de Hollandstelling in Mendonk

## Natuur en landschap
Mendonk ligt in Zandig Vlaanderen. In het westen vindt men het Kanaal Gent-Terneuzen met bijbehorende industrie. De Moervaart komt hier uit in het kanaal en de Zuidlede mondt hier uit in de Moervaart.

## Trivia
- Mendonk en zijn keersluis worden vermeld in de Bakelandtstrips. In nummer 17, "In het Spoor van Brown Bess", reizen Bakelandt en zijn vrienden langs het rabot.

## Nabijgelegen kernen
Sint-Kruis-Winkel, Doornzele (veer), Desteldonk, Zaffelare